# فيكي بانوس
فيكي بانوس (بالإنجليزية: Vickie Panos)‏ هي لاعب كرة قاعدة أمريكية، ولدت في 20 مارس 1920 في موسجاو في كندا.